# ایست‌فورک (آریزونا)
ایست‌فورک (به انگلیسی: East Fork) یک منطقهٔ مسکونی در ایالات متحده آمریکا است که در شهرستان ناواهو، آریزونا واقع شده‌است. ایست‌فورک ۵٫۳۴ کیلومتر مربع مساحت و ۴٬۸۸۵ نفر جمعیت دارد و ۱٬۵۹۷ متر بالاتر از سطح دریا واقع شده‌است.